# Коваленко Олесь Іванович
Олесь Коваленко (*6 грудня 1945, Чернігів — † 17 січня 2012, Київ)  — український перекладач.

## Життєпис
Закінчив Національний університет імені Т. Г. Шевченка (перекладацький відділ факультету іноземних мов). З 1947 року проживав у м. Боярка Київської області, а з 1973 року — в м. Києві. Володів понад 10-ма іноземними мовами, мав енциклопедичні знання. З 1967 року працював у системі «Інтуриста». У 1967–1969 був у закордонному відрядженні в АРЄ, працював перекладачем на риболовецькому траулері, перекладав з 9 іноземних мов. З 1969 працював старшим гідом-перекладачем. Дотепний, іронічний, з аналітичним складом розуму, був яскравою особистістю. Перед ним відкривалося блискуче майбутнє. За його кандидатуру змагалися МЗС України та Генштаб Міністерства оборони СРСР. Проте з 1972 через арешт та ув'язнення свого батька поета-дисидента Івана Коваленка кар'єра Олеся Коваленка була зламана. Він став «невиїзним», його не допускали до роботи з іноземцями. З того часу працював у бюро перекладів та викладав на курсах послідовного перекладу при «Інтуристі». Загалом пропрацював в «Інтуристі» близько 40 років. Останні десятиріччя життя був вільним перекладачем. Похований у м. Боярка.

## Перекладацька діяльність
Олесь Коваленко заклав стандарти перекладу юридичних документів на різні мови. За часів Незалежності України став найбільш затребуваним перекладачем офіційних документів для Верховної Ради та Міністерства закордонних справ України.
Майстер художнього перекладу. Багато років співпрацював із англомовною версією журналу «Україна», робив переклади художньої прози українських авторів, зокрема сучасних. Переклав на англійську мову низку творів українських класиків: Панаса Мирного («Хіба ревуть воли, як ясла повні?»), Івана Нечуя-Левицького(«Микола Джеря»), М.Вовчок («Інститутка», «Кармелюк»), оповідання І.Франка, М.Коцюбинського, С.Васильченка, А.Тесленка тощо. На високому художньому рівні передавав образність української мови та національний колорит. Перекладені О.Коваленком твори можна знайти в провідних бібліотеках світу.

## Основні художні переклади
1. Myrnyi, Panas. Do Oxen Low When Mangers Are Full? /Kiev: Dnipro, 1990. 330 p. /Tr. by Oles Kovalenko
2. Nechui-Levyts'kyi, Ivan. Mikola Dzherya: a long story. / Ivan Nechuy-Levitsky. Tr. from the Ukrainian by Oles Kovalenko. Ill. by Volodimir Poltavets. Kiev: Dnipro, 1985. 161 p. illus.
3. Vovchok, Marko. After Finishing School; a story. Tr. from the Ukrainian by Oles Kovalenko. Ill. by Serhiy Adamovich. Kiev: Dnipro, 1983. 123 p. illus. (part col.) B145.
4. Vovchok, Marko. Karmelyuk; a tale. Tr. from the Ukrainian by Oles Kovalenko. Kiev: Dnipro, 1981. 41 p. illus.
5. Teslenko, Arkhyp. Stories / Arkhip Teslenko. Kiev: Dnipro, 1981. 231 p. In town / Tr. by Oles Kovalenko.
6. Love thy neighbor / Stories / Stepan Vasilchenko. Tr. from the Ukrainian by Oles Kovalenko. Ill. by Vasil Yevdokimenko. Kiev: Dnipro, 1984. 214 p. ill. (part col.).
7. Vasyl'chenko, Stepan. Stories / Stepan Vasilchenko. Tr. from the Ukrainian by Oles Kovalenko. Ill. by Vasil Yevdokimenko. Kiev: Dnipro, 1984. 214 p. ill. (part col.).
8. Kotsiubyns'kyi, Mykhailo. Fata Morgana and Other Stories / Mikhailo Kotsyubinsky. Kiev: Dnipro, 1980. 406 p. The witch / Tr. by Oles Kovalenko.
9. Franko, Ivan. Short Stories. Pure race / The thistles / Tr.by Oles Kovalenko.Kiev: Dnipro, 1977. 149 p. port.